# Економіка Танзанії
Еконо́міка Танза́нії — здебільшего аграрна. Основні галузі промисловості: гірнича (алмази, золото та ін.), нафтопереробна, металообробна, нафтохімічна, харчова, текстильна, деревообробна, цементна. Транспорт — автомобільний, залізничний, морський. Осн. порти: Дар-ес-Салам і Танга. Є три міжнародних аеропорти — Дар-ес-Салам, Аруша і Занзібар.
За даними [Index of Economic Freedom, The Heritage Foundation, U.S.A. 2001]: ВВП — $ 5,6 млрд. Темп зростання ВВП — 3,5 %. ВВП на душу населення — $173. Прямі закордонні інвестиції — $ 0,1 млрд. Імпорт — $ 1,4 млрд. (головним чином Японія — 8,3 %; ПАР — 8,3 %; Велика Британія — 7,8 %; Кенія — 6,7 %; Індія — 5,7 %). Експорт — $ 1 млрд. (головним чином Індія — 19 %; Велика Британія — 10 %; Німеччина — 8,3 %; Японія — 7,7 %; Нідерланди — 7,6 %).

## Історія

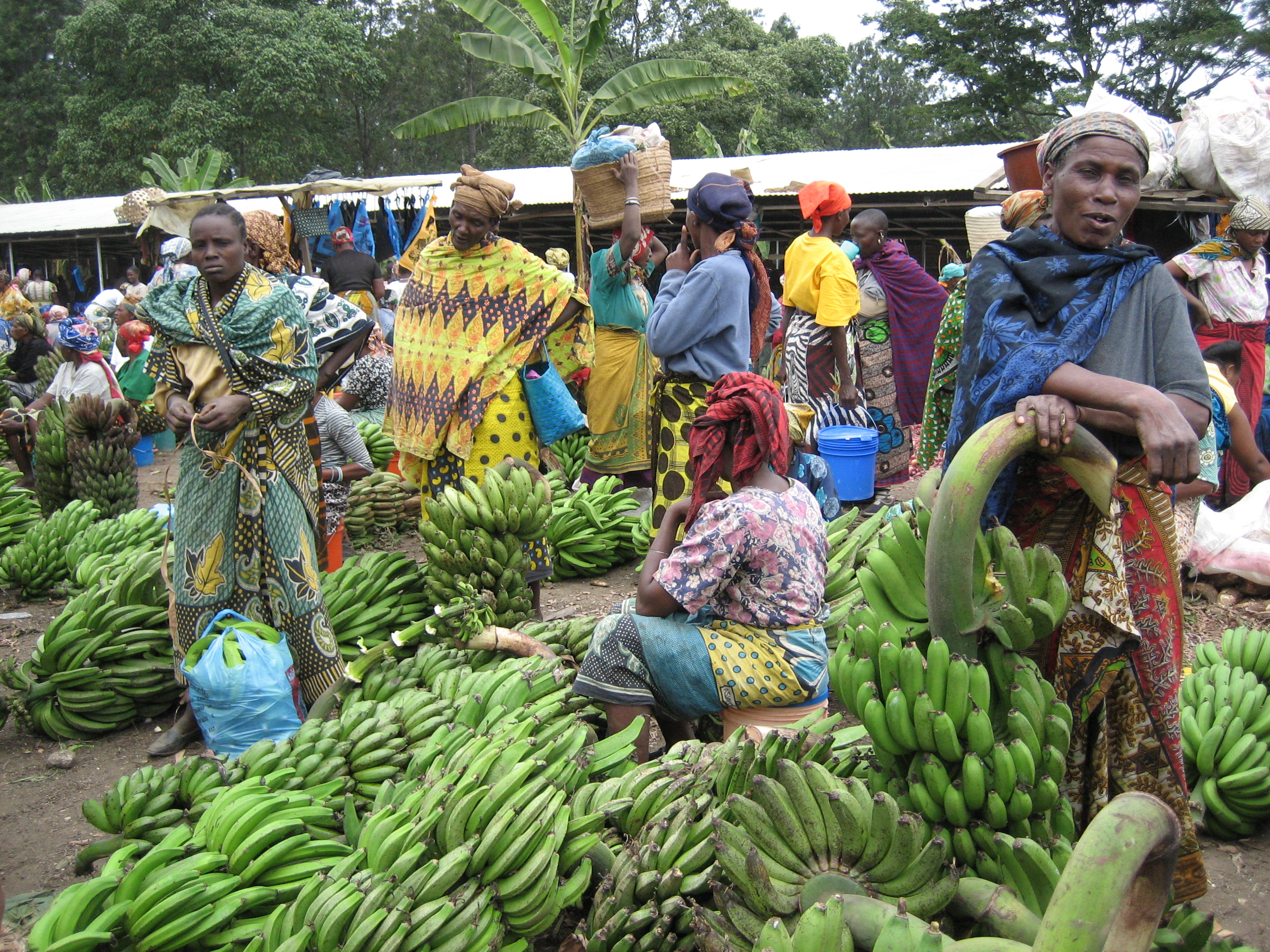
Ринок в Аруша

Після отримання незалежності (Танганьїки — 1961, Занзібару — 1963) в Танзанії була прийнята модель соціалізму. Незважаючи на зусилля керівництва Танзанії перешкодити особистому збагаченню партійної еліти і державних службовців, економічна криза 1980-х років породила масштабну тіньову економіку. Працівники партійного апарату і державні чиновники, зіткнувшись з неможливістю прожити на свою платню, зайнялися підприємницькою діяльністю. На початку 1980-х років уряд Танзанії зробив декілька спроб скорегувати економічну політику, але це не допомогло хворій соціалістичній економіці. У 1986 Танзанія провела переговори з МВФ з метою отримання позик для здійснення структурної перебудови господарства країни. Досягнута домовленість означала корінний поворот економічного курсу країни, оскільки умови надання позик передбачали відмову від соціалістичних методів господарювання. Подібно більшості країн, що встали на шлях реформ, Танзанія здійснює приватизацію державного сектора сільського господарства і промисловості. Після тривалих дебатів в 1997 був приватизований Національний комерційний банк, що раніше належав державі.
На межі ХХ-XXI ст. Танзанія як і раніше залишається переважно аграрною країною, де 85 % сільського населення зайняте в аграрному секторі. Основні с.-г. культури: кавові зерна, бавовник, сизаль, гвоздика. Є тваринництво, рибний промисел, заготівля цінної деревини. Зовнішній борг у 1995 перевищив 7 млрд дол. У 1997 експорт сільськогосподарської продукції приніс 60 % всіх експортних надходжень. У 2001 аграрний сектор формував 50 % ВВП. Хоч МВФ назвав Танзанію країною, де успішно здійснена структурна перебудова економіки, реальні результати щонайбільше можна вважати половинчастими. Для більшості селян виробництво, орієнтоване на внутрішній ринок, часто не забезпечує навіть прожиткового мінімуму.
Експерти зазначають, що об'єктивно оцінити стан сучасної економіки Танзанії важко, оскільки практично неможливо визначити масштаби тіньової економіки.
Виробництво електроенергії у 1990-ті роки — бл. 1 млрд кВт·год на рік.